# Visir (rustning)
 For alternative betydninger, se Visir. (Se også artikler, som begynder med Visir)
Et visir er et stykke rustning, som fungerer som en del en hjelm, som ofte forbindelse med middelalderens hjelme som bascinetter og salader.
Visiret består typisk af et hængslet stykke stål med en række huller og revner, der giver bæreren mulighed for at se og trække vejret. På trods af disse sprækker kan visiret stadig hæmme vejrtrækningen og mængden og størrelsen af revner i metallet kan derfor have stor betydning. Ligeledes vil udsynet også være begrænset i forhold til en hjelm uden visir, og i nogle situationer har man derfor vippet visiret op eller fjernet det, for bedre at kunne orientere sig på slagmarken.
Et visir beskytter ansigtet i kamp og kan være meget holdbare og tåle voldsomt kraftige stød og slag. En af de tidligste visirer, der er blevet fundet var sammenlignelig i hårdhed til moderne stål.
Det første kendte eksempel i Europa er en omtale fra 1298, hvor Odo de Roussillon omtaler et heume a vissere i sit testamente.